# 命運論 (GLAY)
GLAY的第47張單曲，2012年12月5日發行。

## 簡介
- 『GLAY STADIUM LIVE 2012 THE SUITE ROOM in OSAKA NAGAI STADIUM』演唱會上發表「GLAY 7 Surprises」的第一彈企劃，和第46張單曲「JUSTICE [from] GUILTY」同時發行。（DVD&Blu-ray『GLAY STADIUM LIVE 2012 THE SUITE ROOM IN OSAKA NAGAISTADIUM “7.28 SUPER WELCOME PARTY & 7.29 BIG SURPRISE PARTY”』也是同時發行）。
- 2張單曲同時發行是繼「誘惑」和「SOUL LOVE」以來14年7個月的時間。
- 除了CD ONLY盤外，另外發行CD+DVD盤的版本。
- 單曲封面的構想是由JIRO提出的。

## 收錄曲目

### CD
1. 命運論　（6分29秒）
2013年1月20日首次在電視節目Music Lovers演出。
2. 4 ROSES　（3分28秒）
3. Route 5 Bayshore Line　（3分51秒）
11th原創專輯「JUSTICE」收錄的是『大阪市長居陸上競技場』演唱會後重新錄製的專輯版本。單曲收錄的則是『大阪市長居陸上競技場』演唱會之前的版本。
4. 11th原創專輯「JUSTICE」&12th原創專輯「GUILTY」預告篇　（4分05秒）

### DVD （CD+DVD盤）
1. - 「命運論」MV
  - 「命運論」封面攝影Making
  - 「命運論」MV拍攝Making
2. - 『GLAY STADIUM LIVE 2012 THE SUITE ROOM in OSAKA NAGAI STADIUM Supported by glico』LIVE影像「生存的勇氣」
  - 『GLAY STADIUM LIVE 2012 THE SUITE ROOM in OSAKA NAGAI STADIUM Supported by glico』濃縮片段

## 收錄專輯
- JUSTICE